# Kommando Unterstützungsverbände Luftwaffe
Das Kommando Unterstützungsverbände Luftwaffe (KdoUstgVbdeLw) war eine, dem Kommando Luftwaffe nachgeordnete Kommandobehörde der deutschen Luftwaffe. Mit der Aufstellung des Luftwaffentruppenkommandos zum 1. Juli 2015 wurde das Kommando Unterstützungsverbände Luftwaffe ebenso wie das Kommando Einsatzverbände Luftwaffe aufgelöst.

## Auftrag
Schwerpunktmäßig war es der Auftrag des Kommandos der Luftwaffe die benötigten Kräfte und Mitteln gemäß ihrem Einsatz- und Aufgabenspektrum bereitzustellen. Damit nahm es zum einen die sogenannte Betriebs- und Versorgungsverantwortung für den Erhalt der Einsatzfähigkeit und Einsatzbereitschaft von Waffensystemen wahr und war für die waffensystemspezifische Einsatzlogistik zuständig. Zum anderen war es für die allgemeinmilitärische und die militärfachliche Ausbildung der Soldaten verantwortlich. Daneben erfüllte das Kommando weitere zentrale Aufgaben für die Luftwaffe. Zur Erfüllung seiner Aufgaben gliederte sich das Kommando in die Fähigkeitsbereiche Logistik/Nutzung und Militärische Grundorganisation.
Einen Teil der Aufgaben, welches das Kommando erfüllte, wurden für die gesamte Bundeswehr wahrgenommen (z. B. im Bereich Flugsicherheit durch den General Flugsicherheit in der Bundeswehr oder im Bereich des Fliegerärztlichen Dienst der Bundeswehr durch den Generalarzt der Luftwaffe). Die Tätigkeiten des Leitenden Ingenieurs (Zulassung von Luftfahrzeugen) gingen zum April 2014 an das Luftfahrtamt der Bundeswehr über.

## Geschichte
Im Rahmen der Neuausrichtung der Bundeswehr wurde das Kommando mit Wirkung zum 1. Juli 2013 aufgestellt. Kernbestandteile des neuen KdoUstgVbdeLw gingen aus den zum 30. Juni 2013 aufgelöstem Luftwaffenamt (LwA), dem Luftwaffenausbildungskommando (LwAusbKdo) und dem Waffensystemkommando der Luftwaffe (WaSysKdo Lw) über. Zum 1. Oktober 2013 wurde auch auf Ebene der Verbände die neue Struktur umgesetzt.
Am 15. April 2014 fand ein Führungswechsel im Kommando statt, bei dem bekanntgegeben wurde, dass die zweite Führungsebene der Luftwaffe neu strukturiert wird.

## Unterstellte Einheiten
Dem Kommando waren unterstellt:
- Zentrum für Luft und Raumfahrtmedizin der Luftwaffe (ZentrLuRMedLw) in Köln-Wahn mit Fachabteilungen in Fürstenfeldbruck, Königsbrück, bzw. Außenstellen in Manching und Bückeburg
- Amt für Flugsicherung der Bundeswehr (AFSBw) in Frankfurt am Main,

Grundorganisations-Verbände
- Offizierschule der Luftwaffe (OSLw) in Fürstenfeldbruck,
- Unteroffizierschule der Luftwaffe (USLw) in Appen und Heide,
- Luftwaffenausbildungsbataillon (LwAusbBtl) in Germersheim und Roth (Flugplatz Roth),
- Luftwaffenunterstützungsgruppe Wahn

Logistikverbände
- Waffensystemunterstützungszentrum 1 (WaSysUstgZ 1) in Erding (Fliegerhorst Erding),
- Waffensystemunterstützungszentrum 2 (WaSysUstgZ 2) in Diepholz (Fliegerhorst Diepholz),
- DDO/DtA Nato Programming Center NPC in Glons, Belgien
- Technisches Ausbildungszentrum Luftwaffe in Faßberg (Heeresflugplatz Faßberg)
  -  Technisches Ausbildungszentrum Luftwaffe Abteilung Süd in Kaufbeuren (Fliegerhorst Kaufbeuren)
  -  Fachschule der Luftwaffe (FSLw) in Faßberg (Heeresflugplatz Faßberg)

- sonstige Dienststellen: zahlreiche deutsche Verbindungselemente zu (inter-)nationalen Logistik-/Ausbildungseinrichtungen und der Industrie

## Standort
Das Kommando war in der Luftwaffenkaserne in Köln stationiert.

## Kommandeure
| Nr. | Name                         | Beginn der Amtszeit | Ende der Amtszeit |
| --- | ---------------------------- | ------------------- | ----------------- |
| 2.  | Brigadegeneral Rainer Keller | 15. April 2014      | 30. Juni 2015     |
| 1.  | Generalmajor Ansgar Rieks    | 1. Juli 2013        | 31. März 2014     |